# Boxholms kommun
58°12′N 15°3′Ø / 58.200°N 15.050°Ø
Boxholm kommune ligger i det svenske län Östergötlands län. Kommunens administration ligger i byen Boxholm.

## Byer
Boxholm kommune har to byer.
I tabellen opgives antal indbyggere pr. 31. december 2005.
| #  | By        | Indbyggere |
| -- | --------- | ---------- |
| 1. | Boxholm   | 3.182      |
| 2. | Strålsnäs | 446        |

## Natur
Størstedelen af kommunen er en del af det Sydsvenske højland, og bjergsplateauerne i  når op  omkring 200–240 moh.
Det halve af  søen Sommen indgår i kommunen, og den danner kilometerlange smalle vige . Sommen gennemsløbes af Svartån, som på sin fortsatte vej danner flere vandfald, f.eks. ved byen Boxholm. Omkring Svartån er der vidtsrakte vådområder med et rigt  fugleliv.

## Eksterne kilder og henvisninger
1. ↑  ”Kommunarealer den 1 januari 2012” (Excel). Statistiska centralbyrån. Læst 15. marts 2012.